# 大布雷若
11°15′43″S 37°37′12″W / 11.26194°S 37.62000°W
大布雷若（葡萄牙語：Brejo Grande），是巴西的城鎮，位於該國東北部，由塞爾希培州負責管轄，始建於1926年10月2日，面積150平方公里，海拔高度6米，2013年人口8,110，人口密度每平方公里54.08人。